# Horndean
Horndean – wieś w Anglii, w hrabstwie Hampshire, w dystrykcie East Hampshire. Leży 32 km na południowy wschód od miasta Winchester i 90 km na południowy zachód od Londynu. W 2001 miejscowość liczyła 12 639 mieszkańców.